# 박쥐 (오페레타)

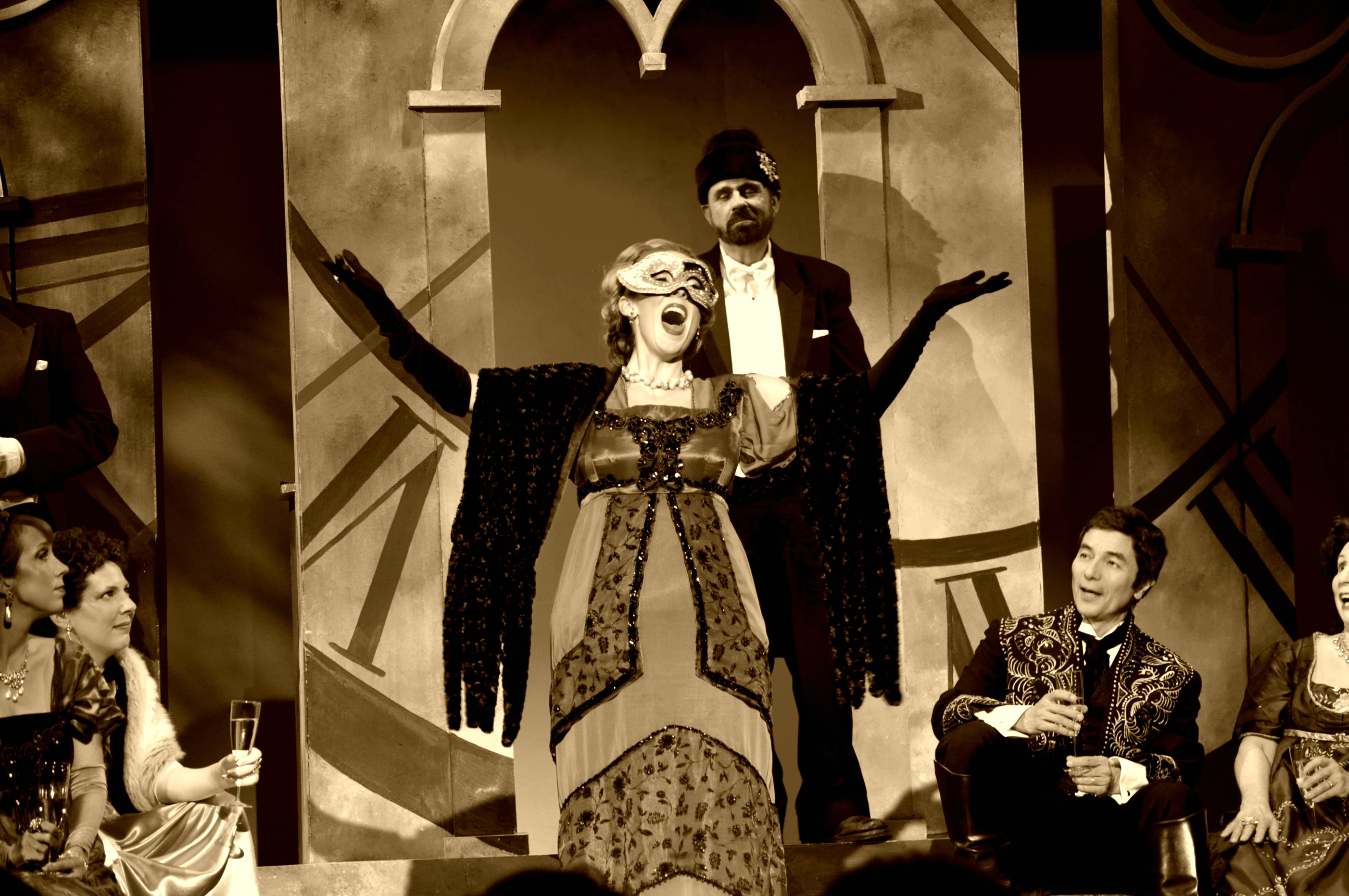

박쥐(독일어: Die Fledermaus)는 요한 슈트라우스 2세가 작곡한 3막의 희극 오페레타이다. 프랑스 코메디 한밤의 축제 (Le Reveillon)를 기초로 카를 하프너와 리하르트 게네가 독일어 대본은 완성하였다. 1874년 4월 5일 빈의 빈극장에서 초연되었다.

## 등장인물
- 가브리엘 폰 아이젠슈타인 남작, 테너
- 로잘린데 - 남작의 아내, 소프라노
- 아델레 - 로잘린다의 하녀, 소프라노
- 알프레트 - 로잘린다의 연인, 테너
- 팔케 박사 - 남작의 절친한 친구, 바리톤
- 블린트 - 남작의 변호사, 테너
- 오를로프스키 공작 - 러시아의 대귀족으로 백만장자
- 프랑크 - 형무소 소장, 바리톤
- 프로슈 - 간수 (노래 없음)
- 이다 - 아델레의 여동생, 소프라노

## 줄거리
- 1870년경 빈 근교 바트 이슐

### 1막
- 1장: 아이젠슈타인 남작의 방

남작부인의 애인 알프레트가 남작 집에 있다가 형무소장에게 남작으로 오인되어 끌려감

### 2막
- 오를로프스키 공작의 무도회장

후작으로 속이고 무도회에 간 남작은 동생 이디와 함께 무도회에 온 아델레가 하녀인 것을 밝히고 아델레는 후작이 착각한 것이라고 함

### 3막
- 감옥에 있는 사무실

## 유명한 아리아
mein herr marquis

## 참고 문헌
- The Opera Goer's Complete Guide by Leo Melitz (1921).